# Tombée du ciel (manga)
Pour les articles homonymes, voir Tombée du ciel.
Tombée du ciel (そらのおとしもの, Sora no otoshimono, littéralement La chose tombée du ciel) est un manga écrit et illustré par Suu Minazuki. Il est prépublié dans le magazine Monthly Shōnen Ace entre mars 2007 et mars 2014, et compilé en un total de vingt volumes entre septembre 2007 et mars 2014. La version française est publiée par les éditions Meian à partir du 23 juin 2020.
Une adaptation en série télévisée d'animation de treize épisodes produite par le studio AIC est diffusée au Japon entre octobre et décembre 2009. Une seconde saison intitulée Sora no Otoshimono Forte est diffusée entre octobre et décembre 2010. Deux films d'animation sortent également dans les salles japonaises respectivement en juin 2011 et en avril 2014.

## Synopsis
L'histoire nous montre un garçon dans la ville de Sorami au Japon appelé Tomoki Sakurai qui est un jour invité par son amie d'enfance Sohara Mitsuki ainsi qu'Eishirō Sugata (le leader du club « Le Nouveau Monde ») à se retrouver à minuit pour observer un étrange objet aperçu dans le ciel de la ville. Finalement, Tomoki y va seul lorsqu'il reçoit un appel alarmant de Sugata lui disant de fuir tout de suite car l'objet est très près de lui. C'est alors que quelque chose tombe droit sur Tomoki, l'objet étrange se trouve être en réalité une créature appelée Angeloïde qui se nomme Ikaros.
Tomoki décide alors de sauver Ikaros menacée par des débris tombant du ciel. Cette dernière se présentera à lui comme étant une « Angeloïde de compagnie » pouvant réaliser tous les souhaits qu'il désire. Par la suite, elle va apprendre à vivre dans le monde des humains avec l'aide de Tomoki et son passé va être révélé. On découvrira bientôt qu'Ikaros avait en réalité subitement quitté la « Synapse » et que d'autres Angeloïdes sont envoyées pour la retrouver.

## Personnages

### Humains
Tomoki Sakurai (桜井 智樹, Sakurai Tomoki)
Voix japonaise : Sōichirō Hoshi
Le personnage principal, qui aspire à une vie calme et paisible dans la ville. Toutefois, sa vie va être complètement bouleversée après sa rencontre avec Ikaros. Bien que Tomoki ait un côté extrêmement pervers, il est aussi quelqu'un de gentil et sincère. Il décide d'aider Ikaros à devenir plus humaine. Il fait un rêve récurrent où un ange essaye de communiquer avec lui. Il a toujours fait ses envies pervers sur tout le monde sauf Ikaros ce qui laisse croire qu'il est amoureux d'elle. On apprend que sa perversité lui vient de sa mère, sosie de sa transformation en Tomoko mais avec des cheveux plus longs et nommée Tomoyo. À remarquer également que son père ressemble beaucoup à Sohara dans son caractère, toujours à tenter d’arrêter Tomoyo dans ses fantaisies perverses en utilisant le "karate chop".
Sohara Mitsuki (見月 そはら, Mitsuki Sohara)
Voix japonaise : Mina
Amie d'enfance de Tomoki, elle habite près de chez lui et vient souvent le matin pour le réveiller. Étant plus jeune, elle était constamment malade et n'avait pas beaucoup d'amis. Amoureuse de Tomoki, elle a tendance à utiliser son "karate chop" lorsque Tomoki fait la moindre chose de pervers. Sohara est très amie avec Ikaros, Nymph et Astrea.
Eishirō Sugata (守形 英四郎, Sugata Eishirō)
Voix japonaise : Tatsuhisa Suzuki
C'est le leader du club appelé "Le Nouveau Monde". Sugata est avant tout un scientifique, il fait notamment des recherches sur les Angeloïdes. Il vit en pleine nature, dans une tente, au bord d'une rivière, ce qui laisse penser qu'il a des problèmes familiaux, chose semblable vu qu'il affirme dans l'épisode 4 de la saison 2 « Je n'ai pas de chez-moi » avec une sorte de colère. Il est finalement expliqué qu'il a été renié par sa famille à la suite d'un accident qui lui valut la mort de son frère aîné. Il fait constamment les louanges des plus grands explorateurs et son but principal est d'explorer "Le Nouveau Monde" (qui est la Synapse). Il est très excentrique et a eu, par le passé, affaire avec la famille de Mikako qui le reconnait comme le plus grand génie de Sorami. C'est un personnage très sérieux qui apparaît très souvent vêtu d'une chemise avec une cravate, même lorsque la situation ne s'y prête pas (à la plage par exemple) car ce sont ses seuls vêtements.
Mikako Satsukitane (五月田根 美香子, Satsukitane Mikako)
Voix japonaise : Ayahi Takagaki
Elle est une classe au-dessus de Tomoki et Mitsuki ainsi que la présidente du conseil des étudiants. Elle est l'amie d'enfance de Sugata et l'héritière d'une famille de Yakuza. Elle est manipulatrice, rusée et très intelligente. Elle semble aussi avoir un côté sadique plutôt développé vu qu'elle doit avoir des cours de rattrapage en moralité et qu'elle se délecte des problèmes qu'elle cause aux autres. On sait aussi que son père est très apprécié par Ikaros en raison de sa tête et de ses cicatrices, qui lui rappellent une pastèque, un fruit qu'elle apprécie particulièrement caresser. Elle semble avoir des sentiments pour Eichiro Sugata.

### Angeloïdes
Ikaros (イカロス, Ikarosu)
Voix japonaise : Saori Hayami
Présentée comme une "Angeloïde de compagnie, de type α" dès le début Il sera finalement révélé qu'Ikaros est une "Angeloïde de stratégie, de type α", elle est "liée" à Tomoki dès le début de l'histoire (notamment par la chaîne invisible entre son collier et la main de Tomoki). Ikaros montre une personnalité très soumise, mélancolique, elle est entièrement dévouée aux souhaits de Tomoki. Elle possède apparemment le pouvoir de réaliser n'importe quel souhait grâce à des sortes de cartes magiques. En dépit de son apparence passive, Ikaros peut devenir agressive lorsque la vie de Tomoki est en danger. Elle est la première personne à embrasser Tomoki.
Elle pèse 48 kg, mesure 1,62 m et ses ailes sont de type "variables". Ses ailes "variables" ont une grande valeur et sont très convoitées par le Synapse. Alors qu'elle possède au départ qu'une vision très pauvre des émotions humaines, elle va ressentir de plus en plus d'émotions et progressivement tomber amoureuse de Tomoki.
Ses armes sont Artemis (sorte de mini-missiles téléguidés), Aegis (bouclier), Héphaïstos (canons laser jumelés) et Apollon (flèche d'une puissance nucléaire). Elle possède également le système Uranus, une sorte de vaisseau spatial aux armes très puissantes qu'elle peut invoquer en connectant ses ailes au ciel. On peut noter que ses armes portent des noms se référant à la mythologie grecque (Aegis fait référence à un bouclier sur lequel figurerait la tête de Méduse).
Comme toutes les angeloïdes de première génération, elle possède le système d'auto évolution Pandora, qui lui permet de passer en version 2.0. Sa puissance devient alors incommensurable. Toutes ces armes passent en mode Mark.II.
Nymph (ニンフ, Ninfu)
Voix japonaise : Iori Nomizu
Nymph est une Angeloïde de guerre électronique de type β. Elle apparaît pour la 1re fois dans la maison de Tomoki de façon très mystérieuse, regardant la TV et en prenant ses aises. Elle a été envoyée sur Terre pour ramener Ikaros à la Synapse. Petit à petit, elle va commencer à s'attacher aux humains, ne pouvant ramener Ikaros qui possède un trop grand pouvoir. Elle désire que Tomoki devienne son maître, elle finit par habiter chez lui aux côtés de Ikaros, Astrea et Chaos. Elle pèse 29 kg et mesure 1,39 m. Contrairement à Ikaros, elle est capable de complètement rétracter ses ailes, qui sont de type "Non variable" et "Stealth (Infiltration)".
Ses armes sont Paradise Song (laser utilisant le bruit du son pour attaquer), Aphrodite (qui augmente sa puissance et permet de lancer des lasers), Piratage (qui permet de contrer des attaques ou de les verrouiller)., comme toutes les angeloïdes de première génération, elle possède le système d'auto évolution Pandora, qui lui permet de passer en version 2.0. Cependant elle ne possède pas suffisamment de puissance (à cause de son réacteur simple) pour pouvoir pleinement en profiter.
Astrea (アストレア, Asutorea)
Voix japonaise : Kaori Fukuhara
Astraea est une angeloïde « de combat rapproché, de type Delta ». Elle pèse 48 kg, mesure 159 cm, et possède un type d'aile "non variable" et "hyper accéleration" .
Elle est la dernière des Angeloides de première génération à se libérer du contrôle du Synapse grâce à l'influence de Tomoki. Elle est envoyée par la Synapse pour tuer Tomoki. Dotée d'une intelligence limitée en raison de sa faible puissance de traitement, elle est stupide. Elle adore aussi manger et traiter Tomoki d'idiot. Celui-ci deviendra son nouveau maître.
Elle possède une épée (Chrysaor) et un bouclier (Aegis L) pour combattre. Qui seront brisés par Melan Ikaros. Elle est la seule qui ne sait pas activer le système d'auto évolution Pandora. Elle a eu besoin du Piratage de Nymph pour y arriver, lors du deuxième combat contre Chaos.
Elle est l'angeloïde qui, grâce à Tomoki, prend le plus de décisions par elle-même. Elle finira par utiliser Pandora par sa propre volonté dans son face-à-face final contre Chaos, ennemie qu'elle considère comme sa petite sœur et avec qui elle mourra à l'image de la figure Mythique qu'elle représente : Astrée ou Nemesis, la justice divine.
Chaos (カオス, Kaosu)
Voix japonaise : Aki Toyosaki
Chaos est une Angeloïd de seconde génération de Type ε. Elle a été envoyée par le maître de la Synapse pour éliminer Ikaros, Nymph et Astrea. Elle apparaît comme une enfant habillée de vêtement religieux, pèse 19 kg et mesure 107 cm.
Après avoir été vaincue une première fois et envoyée au fond de l'océan par Ikaros qui lui a fait part de ses sentiments envers son maître, Chaos cherchera la véritable signification de l'amour et en arrivera a la conclusion que l'amour n'est que douleur et elle cherchera à donner son "amour", c'est-à-dire la douleur, à toutes les personnes qu'elle pourrait rencontrer. À la fin de la saison 2 elle comprendra la véritable signification de l'amour, elle devint gentille et va devenir la 4e angeloïde de Tomoki.
Elle est capable de prendre n'importe quelle apparence et peut s'introduire dans les rêves. Elle possède le système d'auto-évolution Pandora, qui lui permet de passer en version 2.0. Elle est la première à évoluer d'elle-même. Pandora lui confère le pouvoir de copier les attaques des autres angeloïdes en les absorbant. Ainsi, en absorbant Eta et Teta, elle aura le pouvoir de se mouvoir dans l'eau d'une part, et de copier les attaques de Ikaros, Nymph et Astrea d'autre part.
Kazane Hiyori (風音　日和) / Kairos
Voix japonaise : Yoko Hikasa
Hiyori est un angeloïde qui avait un avatar sur Terre, après avoir révélé ses sentiments à celui qu'elle aime (Tomoki), elle mourra en se faisant écraser par un camion alors qu'elle traversait la route : cela déclenchera le programme d'auto-effacement de mémoire activé par le protocole principal de la Synapse, qui efface son existence de la mémoire des humains excepté Tomoki car il ne peut oublier la première fille qui lui a avoué qu'elle l'aimait. Elle se réveillera en demandant au maître de la Synapse de refaire son « rêve »", mais celui-ci ne sera pas de cet avis. Elle arriva à retourner sur Terre mais sera transformée en Angeloïde de type ζ. Dans le film elle ne meurt pas (on remarque cela en regardant le film jusqu'à la fin), bien que l'on puisse le croire si l'on s’arrête au début du générique. Dans le manga elle sera encore en vie et elle est la deuxième fille qui a embrasé Tomoki après Ikaros.
Oregano (オレガノ)
Oregano est surnommée "Mini-Ikaros". Elle est une angeloïde de type médical produite en masse qui vivait à la Synapse; elle et ses "sœurs" ont été soumises de forces à écouter Nymph chanter. Au début, elle est habillée en tenue d'infirmière puis en kanji ; il a été révélé qu'elle ferait tout pour détruire Nymph. Il semble qu'elle soit apprécier d'Ikaros et qu'elle aime aussi. Oregano a été équipé d'un module vocal grâce à la Présidente qui lui permet de parler.

### Ange
Daedalus (ダイダロス, Daidarosu)
Voix japonaise : Asuka Okame
Dédale est l'ange qui a créé la première génération d'Angeloïde, au début dans le but de faire la guerre, puis réalisant le massacre qu'elles avaient effectué, elle a tout fait pour que ses "filles" soient heureuses en commençant par libérer Ikaros de son sceau situé en bas de la Synapse, puis en faisant en sorte qu'elles aient une vie humaine. Elle travaille fréquemment avec Sugata Eishiro en lui donnant quelques infos sur la Synapse. Elle semble amoureuse de Sakurai Tomoki.

## Manga
La publication de la série a débuté le 26 mars 2007 dans le magazine Monthly Shōnen Ace et s'est terminée le 26 janvier 2014. Un chapitre bonus a ensuite été publié le 26 février 2014. Le premier volume relié est publié par Kadokawa Shoten le 26 septembre 2007 et le vingtième et dernier le 26 mars 2014.
La version française est publiée par les éditions Meian à partir du 23 juin 2020.

### Liste des volumes
| no | Japonais          | Japonais          | Français          | Français          |
| no | Date de sortie    | ISBN              | Date de sortie    | ISBN              |
| --- | ----------------- | ----------------- | ----------------- | ----------------- |
| 1 | 26 septembre 2007 | 978-4-04-713973-2 | 29 juin 2020      | 978-2-36877-961-3 |
| 2 | 26 décembre 2007  | 978-4-04-715013-3 | 29 juin 2020      | 978-2-36877-962-0 |
| 3 | 26 juillet 2008   | 978-4-04-715079-9 | 29 juillet 2020   | 978-2-36877-963-7 |
| 4 | 26 janvier 2009   | 978-4-04-715164-2 | 10 septembre 2020 | 978-2-36877-964-4 |
| 5 | 25 avril 2009     | 978-4-04-715228-1 | 16 octobre 2020   | 978-2-36877-965-1 |
| 6 | 26 septembre 2009 | 978-4-04-715292-2 | 20 novembre 2020  | 978-2-36877-966-8 |
| 7 | 26 octobre 2009   | 978-4-04-715301-1 | 17 décembre 2020  | 978-2-36877-967-5 |
| 8 | 26 mars 2010      | 978-4-04-715399-8 | 21 janvier 2021   | 978-2-36877-968-2 |
| 9 | 25 septembre 2010 | 978-4-04-715520-6 | 24 février 2021   | 978-2-36877-969-9 |
| Extra : le tome 9 est sorti en édition limitée le 9 septembre 2010 accompagné d'un CD contenant un OVA (ISBN 978-4-04-900800-5). |                   |                   |                   |                   |
| 10 | 26 octobre 2010   | 978-4-04-715545-9 | 29 mars 2021      | 978-2-36877-970-5 |
| 11 | 26 janvier 2011   | 978-4-04-715603-6 | 28 avril 2021     | 978-2-36877-971-2 |
| 12 | 4 juin 2011       | 978-4-04-715711-8 | 10 août 2021      | 978-2-36877-972-9 |
| 13 | 26 novembre 2011  | 978-4-04-120008-7 | 30 décembre 2021  | 978-2-36877-973-6 |
| 14 | 26 mars 2012      | 978-4-04-120163-3 | 30 décembre 2021  | 978-2-36877-974-3 |
| 15 | 26 juillet 2012   | 978-4-04-120322-4 | 23 mars 2021      | 978-2-36877-975-0 |
| 16 | 23 octobre 2012   | 978-4-04-120442-9 | 23 mars 2021      | 978-2-36877-976-7 |
| 17 | 24 avril 2013     | 978-4-04-120666-9 | 20 avril 2022     | 978-2-36877-977-4 |
| 18 | 26 octobre 2013   | 978-4-04-120821-2 | 20 avril 2022     | 978-2-36877-978-1 |
| 19 | 26 février 2014   | 978-4-04-120976-9 | 25 mai 2022       | 978-2-36877-979-8 |
| 20 | 26 mars 2014      | 978-4-04-121046-8 | 25 mai 2022       | 978-2-36877-980-4 |

## Anime

### Série télévisée
L'adaptation en série télévisée d'animation est annoncée en janvier 2009. Elle est diffusée du 4 octobre au 27 décembre 2009 sur les chaînes TV Saitama et Chiba TV, puis rediffusée sur KBS, tvk, Sun Television, TVQ, Tokyo MX et TV Aichi. Seuls treize épisodes sur les quatorze produits sont diffusés à la télévision. Les épisodes sont sortis en sept coffrets DVD et Blu-ray entre décembre 2009 et juin 2010. L'épisode quatorze intitulé Project Pink est finalement sorti sous forme d'OAV avec l'édition limitée du volume 9 sorti le 9 septembre 2010.
Une seconde saison nommée Sora no Otoshimono: Forte (そらのおとしもの（フォルテ）) est annoncée en mars 2010. Les douze épisodes de cette saison sont diffusés entre le 1er octobre 2010 et le 17 décembre 2010. Six coffrets DVD et Blu-ray sont sortis entre décembre 2010 et mai 2011. Une troisième saison avait été annoncée en janvier 2012 mais a été remplacée par un film d'animation[réf. nécessaire].
Hors du Japon, la série est proposée en streaming par Crunchyroll.

#### Fiche technique
- Titre : Sora no Otoshimono (そらのおとしもの?)
- Titres alternatifs : Lost Property of the Sky, Heaven's Lost Property
- Adaptation du manga de : Minazuki Suu
- Scénariste : Yuuko Kakihara
- Musique : Yoshida Hitomi, Minako Inoue, Nomizu Iori, Motoyoshi Iwasaki
- Effets sonores : Yasuyuki Imano, Ayuko Harada
- Character design : Yoshihiro Watanabe
- Directeur artistique : Hiromasa Ogura
- Directeurs de la série : Hisashi Saito
- Maisons de production : AIC
- Durée épisodes : 24 minutes

#### Liste des épisodes
Sora no Otoshimono
| No       | Titre français                            | Titre japonais                         | Titre japonais                                | Date de 1re diffusion |
| No       | Titre français                            | Kanji                                  | Rōmaji                                        | Date de 1re diffusion |
| -------- | ----------------------------------------- | -------------------------------------- | --------------------------------------------- | --------------------- |
| 1        | Un Héros "Nu" Débarque !                  | 全裸王（ユウシャ）世界に起つ！         | Yuusha sekai ni tatsu !                       | 4 octobre 2009        |
| 2        | Romance céleste                           | 天翔ける虹色下着（ロマン）             | Amakakeru roman                               | 11 octobre 2009       |
| 3        | La Première Commande de l'Angelroïde      | エンジェロイド初体験（0シレイ）        | Enjieroido 0 shirei                           | 18 octobre 2009       |
| 4        | Triangle Amoureux - encore -              | 愛と三角地帯（トライアングル）ふたたび | Ai to toraianguru futatabi                    | 25 octobre 2009       |
| 5        | Une nuit torride avec une célébrité       | 任侠（セレブ）と初夜（アツイヨル）     | Serebu to atsui yoru                          | 1er novembre 2009     |
| 6        | Troupes en maillots de bain               | 水着軍団（ナミギワ）GO!GO!GO!          | Namigiwa GO!GO!GO!                            | 8 novembre 2009       |
| 7        | Les "jolies" nouvelles étudiantes         | 電脳少女（トキメキ）の転校生           | Zunou shoujo (tokimeki) no tenkousei          | 15 novembre 2009      |
| 8        | Pour qui est ce festival ?                | 血斗（マツリ）は誰がために             | Chi to (matsuri) wa ta ga tame ni             | 22 novembre 2009      |
| 9        | Une histoire qui commence sur un mensonge | 嘘から始まる妄想劇場（ストーリー）     | Uso kara hajima ru mousou gekijou (sutourii)  | 29 novembre 2009      |
| 10       | L'endroit où vont les mots des anges      | 天使のコトバの向かう先                 | Tenshi no kotoba no mukau saki                | 6 décembre 2009       |
| 11       | Allons-y ! Mon Paradis                    | いざ征かん! 我が銭湯領域（パラダイス） | Iza seikan ! wa ga sentou ryouiki (paradaisu) | 13 décembre 2009      |
| 12       | La chaîne qui empêche la fuite            | るること叶わぬ螺旋回廊（クサリ）       | Nogaru rukoto kanawa nu rasen kairou (kusari) | 20 décembre 2009      |
| 13       | Sora no Otoshimono                        | 空の女王（オトシモノ）                 | Sora no joou (otoshimono)                     | 27 décembre 2009      |
| 14 (OAV) | Projet paradis rose                       | プロジェクトピンクパラダイス           | Purojekuto Pinku                              | 9 septembre 2010      |

Sora no Otoshimono ~Forte~
| No | Titre français | Titre japonais                            | Titre japonais                     | Date de 1re diffusion |
| No | Titre français | Kanji                                     | Rōmaji                             | Date de 1re diffusion |
| -- | -------------- | ----------------------------------------- | ---------------------------------- | --------------------- |
| 1  |                | キミも脱げ! 帰ってきた全裸王（ユウシャ）  | Kimi mo Nuge! Kaette Kita Yūsha    | 1er octobre 2010      |
| 2  |                | 驚愕! 天使は♥♥（キョニュウ）だった        | Kyōgaku! Tenshi wa Kyonyū Datta    | 8 octobre 2010        |
| 3  |                | 煩悩（プライド）ある戦い                  | Puraido aru Tatakai                | 15 octobre 2010       |
| 4  |                | 死闘! 零下1.4度の温泉（カッセン）         | Shitō! Reika Itten'yondo no Kassen | 22 octobre 2010       |
| 5  |                | 天界から来た超兄弟（トモダチ）            | Tenkai kara Kita Tomodachi         | 29 octobre 2010       |
| 6  |                | 決断せよ!! 天国と地獄（アップダウン）     | Ketsudan Seyo!! Appudaun           | 5 novembre 2010       |
| 7  |                | 西瓜（トモキ）喰います                    | Tomoki Kuimasu                     | 12 novembre 2010      |
| 8  |                | 空に響く天使達（ウタヒメ）の声            | Sora ni Hibiku Utahime no Koe      | 19 novembre 2010      |
| 9  |                | 激闘! 夢の一本釣り（ジャンボカーニバル）  | Gekitō! Yume no Janbo Kānibaru     | 26 novembre 2010      |
| 10 |                | 節穴世界（ファンタジーフィールド）を覗け! | Fantajī Fīrudo o Nozoke!           | 3 décembre 2010       |
| 11 |                | 幻想哀歌（ムサベツ）の果て                | Musabetsu no Hate                  | 10 décembre 2010      |
| 12 |                | 明日に羽飛く彼女達(フォルテ)              | Asu ni Habataku Forute             | 17 décembre 2010      |

#### Musique
| Opening (générique d'ouverture) | Épisodes          | Titre              | Artiste                    |
| ------------------------------- | ----------------- | ------------------ | -------------------------- |
| 1                               | 1 - 13 (saison 1) | Ring My Bell       | Blue Drops, Hitomi Yoshida |
| 2                               | 1 (saison 2)      | Ring My Bell       | Soichiro Hoshi             |
| 3                               | 2 - 12 (saison 2) | Heart no Kakuritsu | Blue Drops, Hitomi Yoshida |

Saison 1
| Ending (générique de fin) | Épisodes | Titre                          | Artiste                                                                           |
| ------------------------- | -------- | ------------------------------ | --------------------------------------------------------------------------------- |
| 1                         | 1        | Soba ni Irareru Dake de        | Blue Drops, Hitomi Yoshida                                                        |
| 2                         | 2        | Misaki Meguri                  | Mina                                                                              |
| 3                         | 3        | Taiyou ga Kureta Kisetsu       | Saori Hayami, Mina, Ayahi Takagaki, Soichiro Hoshi, Tatsuhisa Suzuki              |
| 4                         | 4        | Senshi no Kyuusoku             | Soichiro Hoshi                                                                    |
| 5                         | 5        | Yuke! Yuke! Kawaguchi Hiroshi  | Tatsuo Kamon                                                                      |
| 6                         | 6        | Natsu-iro no Nancy             | Iori Nomizu                                                                       |
| 7                         | 7        | Furimuku na Kimi wa Utsukushii | Saori Hayami, Iori Nomizu, Mina, Ayahi Takagaki, Soichiro Hoshi, Tatsuhisa Suzuki |
| 8                         | 8        | Wild Seven                     | Soichiro Hoshi, Tatsuhisa Suzuki                                                  |
| 9                         | 9        | Hatsukoi                       | Saori Hayami, Ayahi Takagaki                                                      |
| 10                        | 10       | Bokura no Diary                | Ayahi Takagaki, Tatsuhisa Suzuki                                                  |
| 11                        | 11       | Champion                       | Soichiro Hoshi, Saki Fujita                                                       |
| 12                        | 12       | Akai Hana Shiroi Hana          | Saori Hayami                                                                      |
| 13                        | 13, 14   | Haru Ichiban                   | Saori Hayami, Iori Nomizu, Mina                                                   |

Saison 2
| Ending (générique de fin) | Épisodes | Titre                        | Artiste                                                                                           |
| ------------------------- | -------- | ---------------------------- | ------------------------------------------------------------------------------------------------- |
| 1                         | 1, 11    | Kaeru Kara                   | Blue Drops                                                                                        |
| 2                         | 2        | COSMOS                       | Blue Drops                                                                                        |
| 3                         | 3        | Kakemeguru Seishun           | Mina, Ayahi Takagaki                                                                              |
| 4                         | 4        | Miracle Guy                  | Kaori Fukuhara                                                                                    |
| 5                         | 5        | ff (Fortissimo)              | Mina                                                                                              |
| 6                         | 6        | Soldier in the Space         | Soichiro Hoshi, Tatsuhisa Suzuki                                                                  |
| 7                         | 7        | Kaerazaru Hi no Tame ni      | Soichiro Hoshi, Saori Hayami, Mina, Tatsuhisa Suzuki, Ayahi Takagaki, Iori Nomizu, Kaori Fukuhara |
| 8                         | 8        | Odoriko                      | Saori Hayami, Ayahi Takagaki                                                                      |
| 9                         | 9        | Natsu no Ojō-san             | Iori Nomizu                                                                                       |
| 10                        | 10       | Bōkyō no Tabi                | Soichiro Hoshi, Saki Fujita                                                                       |
| 11                        | 12       | Jidai Okure no Koibito-tachi | Saori Hayami, Iori Nomizu, Kaori Fukuhara                                                         |

### Films d'animation
La réalisation d'un film d'animation nommé Sora no Otoshimono the Movie: The Angeloid of Clockwork (劇場版 そらのおとしもの 時計じかけの哀女神（エンジェロイド）, Gekijōban Sora no Otoshimono: Tokei-jikake no Enjeroido) a été annoncée en novembre 2010, et est sorti dans les cinémas japonais le 25 juin 2011. Un second film nommé Sora no Otoshimono Final: Eternal My Master, créé en remplacement d'une troisième saison télévisée, a été annoncé en novembre 2013 et est sorti le 26 avril 2014.

## Produits dérivés

### Publications
Une adaptation en light novel écrite par Rin Kazaki et illustré par Minazuki a été publiée par Kadokawa le 1er février 2010. Une suite nommée Sora no Otoshimono forte est ensuite sorti le 1er octobre 2010.

### Jeux vidéo
Deux jeux vidéo ont vu le jour au Japon. Le premier nommé Sora no Otoshimono: Heart-Throbbing Summer Vacation (そらのおとしもの ドキドキサマーバケーション, Sora no Otoshimono Dokidoki Samā Bakēshon) est sorti le 25 mars 2010 sur PSP, tandis que le second nommé Sora no Otoshimono Forte: Dreamy Season (そらのおとしものf(フォルテ) Dreamy Season, Sora no Otoshimono Forute Dorīmī Shīzun) est sorti le 27 janvier 2011 sur Nintendo DS.